# Wingfield Bullock
Wingfield Bullock (* im Spotsylvania County, Virginia; † 13. Oktober 1821 in Shelbyville, Kentucky) war ein US-amerikanischer Politiker. Im Jahr 1821 vertrat er den Bundesstaat Kentucky im US-Repräsentantenhaus.

## Werdegang
Wingfield Bullocks Geburtsdatum ist unbekannt. Auch seine Jugend liegt weitgehend im Dunklen. Er hat dann Jura studiert. Es ist aber nicht überliefert, ob er in irgendeiner Form als Jurist gearbeitet hat. Bullock wurde Mitglied der von Thomas Jefferson gegründeten Demokratisch-Republikanischen Partei. Zwischen 1812 und 1814 vertrat er das Shelby County im Senat von Kentucky.
Bei den Kongresswahlen des Jahres 1820 wurde er im achten Wahlbezirk von Kentucky in das US-Repräsentantenhaus in Washington, D.C. gewählt, wo er am 4. März 1821 die Nachfolge von Richard Clough Anderson antrat. Bullock konnte sein Mandat im Kongress nur wenige Monate bis zu seinem Tod am 13. Oktober 1821 ausüben. Sein Sitz im US-Repräsentantenhaus fiel nach einer Sonderwahl an James D. Breckinridge.